# ピエモンテ州とロンバルディア州のサクリ・モンティ
ピエモンテ州とロンバルディア州のサクリ・モンティは、イタリアのピエモンテ州とロンバルディア州にあるユネスコの世界遺産登録物件名。

## 概要
サクロ・モンテ（イタリア語: Sacro Monte ; 複数形: Sacri Monti サクリ・モンティ）は「聖なる山」（英: Sacred Mountains）を意味する。本物件では北イタリアの9つのサクロ・モンテが世界遺産に登録されている。
サクリ・モンティの造営は、15世紀から16世紀にかけて、エルサレムやパレスチナへの聖地巡礼の代替として始まったといわれている。当時、エルサレムはイスラム勢力下にあり巡礼はほぼ困難であった。1480年頃にバルセシア(Valsesia)のヴァラッロ（Varallo）を見下ろす丘の上に最初の聖山が造営された。 その後、1535年のトリエント公会議の結論を受け、プロテスタントの宗教改革に対抗するため、ヴァラッロをモデルとして、クレーア、オルタ、ヴァレーゼ、オロパ、オッスッチョ、ギッファ、ドモドッソラ、ヴァルペルガの8つの聖山の造営が行われた。特にこれらはミラノ司教カルロ・ボッロメーオの強い支援を受けた。
18世紀以後も、サクリ・モンティの造営は行われた。しかし、このころの建築は宗教動機が薄れたデザインになっている。

## 登録物件を構成する施設

### ヴァラッロのサクロ・モンテ
ヴァッラッロのサクロ・モンテは、ピエモンテ州ヴェルチェッリ県ヴァラッロに所在する。1480年頃に造営された初期のサクロ・モンテで、数多くの彫刻やキリストの受難を描いたフレスコ画が残る。エルサレムを模して作られたので新エルサレムとも呼ばれる。16世紀の対抗改革の影響を受けて変更が加えられた。ナザレやベスレヘムを模したレイアウトに、45の教会がメイン通りに沿って建っている。

### クレーアのサクロ・モンテ
クレーアのサクロ・モンテ (Sacro Monte di Crea) はピエモンテ州アレッサンドリア県にあり、正式名称をサンタ・マリア・アッスンタのサクロ・モンテという。1589年に造営。現在は23の教会と5つの住居跡が残る。

### オルタのサクロ・モンテ
オルタのサクロ・モンテ (Sacro Monte di Orta) はピエモンテ州ノヴァーラ県にあり、正式名称をサン・フランチェスコのサクロ・モンテという。ここの造営は3つの期間に分けられる。第1の期間は、1590年から1630年頃まででそのころより古い様式のものが多い。第2の期間は17世紀末までで、バロック様式。第3の期間は、18世紀末までで、脱バロック様式を狙ったものが多い。

### ヴァレーゼのサクロ・モンテ
ヴァレーゼのサクロ・モンテ (Sacro Monte di Varese) はロンバルディア州ヴァレーゼ県にあり、正式名称をロザリオのサクロ・モンテという。1474年から巡礼地となる。1604年から約2kmの道に沿って造成が始まる。多額の寄付金が早くに集まり、他のサクロ・モンテより早く工事が進み、1623年までに13の教会が完成。1698年に全ての教会が完成した。教会、井戸、噴水の様式は彫像やフレスコによる装飾で変化が与えられている。

### オロパのサクロ・モンテ
オロパのサクロ・モンテ (Sacro Monte di Oropa) はピエモンテ州ビエッラ県ビエッラにあり、正式名称をベアータ・ヴェルジネのサクロ・モンテという。

### オッスッチョのサクロ・モンテ
オッスッチョのサクロ・モンテ (Sacro Monte di Ossuccio) はロンバルディア州コモ県にあり、正式名称をベアータ・ヴェルジネ・ディ・ソッコルソのサクロ・モンテという。

### ギッファのサクロ・モンテ
ギッファのサクロ・モンテ (Sacro Monte di Ghiffa) はピエモンテ州ヴェルバーノ・クジオ・オッソラ県にあり、正式名称をサンタ・トリニタのサクロ・モンテという。

### ドモドッソラのサクロ・モンテ
ドモドッソラのサクロ・モンテ (Sacred Mount Calvary of Domodossola) はピエモンテ州ヴェルバーノ・クジオ・オッソラ県にあり、正式名称をカルヴァリオのサクロ・モンテという。

### ヴァルペルガのサクロ・モンテ
ヴァルペルガのサクロ・モンテ (Sacro Monte di Belmonte) はピエモンテ州トリノ県にあり、ベルモンテのサクロ・モンテという。

## 登録基準
この世界遺産は世界遺産登録基準のうち、以下の条件を満たし、登録された（以下の基準は世界遺産センター公表の登録基準からの翻訳、引用である）。
- (2) ある期間を通じてまたはある文化圏において、建築、技術、記念碑的芸術、都市計画、景観デザインの発展に関し、人類の価値の重要な交流を示すもの。
- (4) 人類の歴史上重要な時代を例証する建築様式、建築物群、技術の集積または景観の優れた例。